# El delincuente honrado
El delincuente honrado es una obra teatral de género lacrimógeno o sentimental de Gaspar Melchor de Jovellanos. La vena sentimental tentó a los autores neoclásicos, que dejaron algunas de las mejores manifestaciones del género: El precipitado, de Cándido María Trigueros, El viejo y la niña, de Leandro Fernández de Moratín. 
Esta comedia lacrimosa de Jovellanos es una de las cumbres del género y una de las obras más renovadoras estética e ideológicamente de su siglo en España. Escrita en prosa, desarrolla una historia de fuerte sabor melodramático centrada en un personaje, Torcuato, que se ve a las puertas de la muerte por haber participado, años atrás, en un duelo donde mató al anterior marido de su esposa. El descubrimiento de que el juez que lo condena es su propio padre no detiene la ejecución, sino que hace más violento el patetismo de la historia, que tiene, no obstante, un final feliz gracias a la intervención del soberano. 
La constante apelación al sentimiento, a la ternura y a la abundante efusión de lágrimas caracterizan la acción de El delincuente honrado, en donde hay numerosos antecedentes del Romanticismo español, no solamente en el ambiente general de fatalismo, sino en aspectos concretos de obras como La conjuración de Venecia y Don Álvaro o la fuerza del sino. La obra mantiene las unidades clásicas, aunque Jovellanos se coloca en los límites de lo permisible en la teoría neoclásica: la acción sucede en distintos lugares de una sola ciudad, Segovia, y tiene una duración superior a las veinticuatro horas.